# Río La Ola
El río La Ola es un curso natural de agua que nace en las serranías de los cerros Bravos, ubicados entre el salar de Pedernales y el salar de Maricunga en la Región de Atacama, fluye hacia el norte y desemboca en el salar de Pedernales, que es de carácter natural endorreico, aunque existe un canal de trasvase hasta el río Salado (Chañaral).

## Trayecto
El río nace en la confluencia de la quebrada Cerros Bravos y el río Pastos Largos y tiene una longitud de 10 kilómetros

## Caudal y régimen
El río tiene un régimen pluvionival.: 11 
Hans Niemeyer informa que el agua superficial de la cuenca tiene una alta concentración de sales que son utilizadas en los centros mineros de Potrerillos y El Salvador. Del río La Ola se desvían 350 l/s.
El curso de agua tiene una estación fluviométrica en Vertedero de la cual se conocen la representación gráfica de los caudales medidos entre los años 1993 y 2006. Estos muestran un caudal anual promedio de cerca de 0.6 m³/s.
La cuenca hidrográfica del río La Ola cubre un área aproximada de 1118 km² y su altura media es de 4150 m s. n. m. Al este su límite natural es la cordillera Claudio Gay, que alcanza los 5315 m s. n. m., mientras que al poniente las vertientes límites están constituidas por el Cerro Bravo y los portezuelos Bravo y Salitre.: 15 

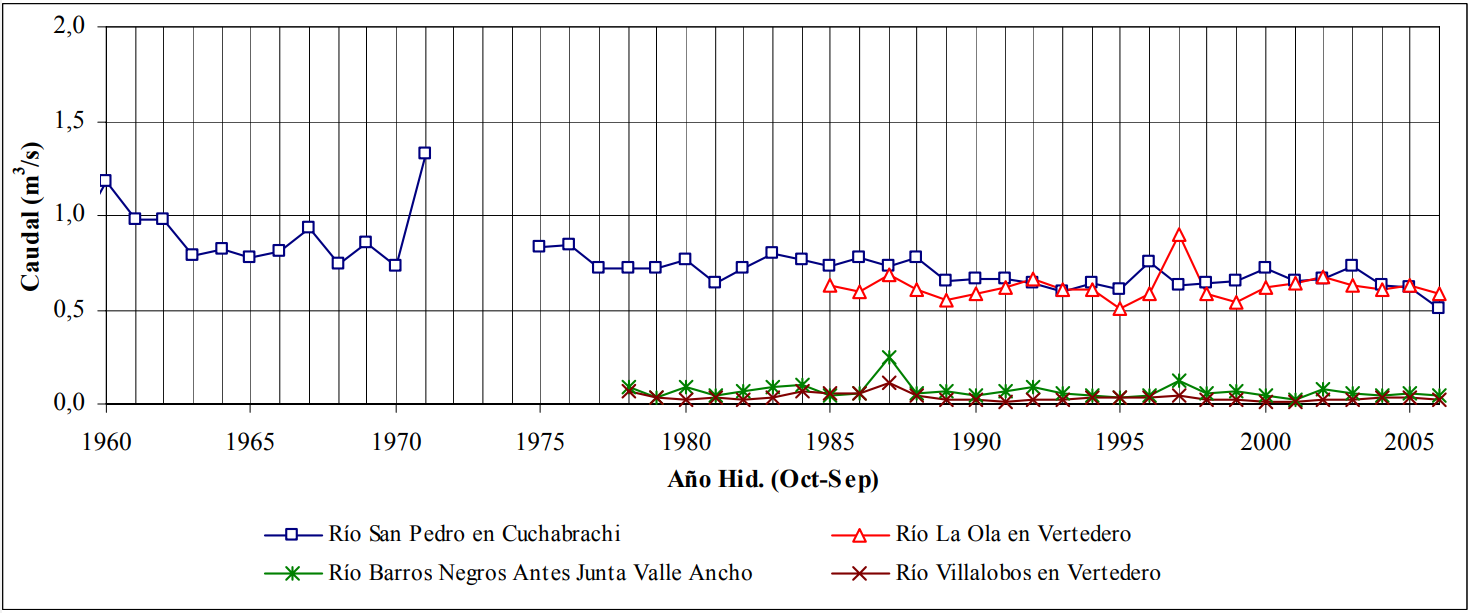
Caudales medios anuales del río La Ola y otros.

## Historia
Luis Risopatrón lo describe en su Diccionario jeográfico de Chile (1924):
Ola (Río de la). Nace en las serranías de los cerros Bravos i corre en un cajón en el que abunda la leña i contiene vegas estensas; el agua desaparece apenas llegada a la pampa, reaparece a la altura del cerro de aquel nombre, con mayor caudal i de mui mala calidad i desaparece nuevamente en la pampa que se estiende hacia el S del salar de Pedernales, al que llega solamente en épocas de crecidas. En las vegas de la parte inferior, a uns 3764 m de altitud, se borra el camino carretero que conduce al salar de Maricunga i se encuentran en el verano algunas familias de pastores i cazadores de vicuñas; existe la tradición de un rico manto de minerales de plata descubierto en 1811, en su cajón, por unos traficantes aragoneses, pero no se ha acertadoa dar posteriormente con el sitio del descubrimiento.

## Población, economía y ecología
Existe un tranque homónimo para almacenar agua proveniente del sur de la cuenca. Del tranque, 650 l/s son desviados por CODELCO para realizar sus operaciones mineras.: 29  Son llevados a la minera para luego ser utilizados en el transporte de relaves hasta el tranque Pampa Austral. Antiguamente eran llevados desde el tranque al río Salado (Chañaral), pero se intenta ahora utilizar esas aguas claras en proyectos agrícolas de la zona.